# 第36回全国高等学校バレーボール選抜優勝大会
第36回全国高等学校バレーボール選抜優勝大会（だい36かいぜんこくこうとうがっこうバレーボールせんばつゆうしょうたいかい）は、2005年3月20日（月曜）から3月26日（日曜）まで7日間にわたって国立代々木第1体育館で行われた全国高等学校バレーボール選抜優勝大会である。

## 概要

### 日程
- 3月20日 - 開会式・1回戦
- 3月21日 - 1回戦・2回戦
- 3月22日 - 2回戦
- 3月23日 - 3回戦
- 3月24日 - 準々決勝
- 3月25日 - 準決勝
- 3月26日 - 決勝戦・閉会式

## 出場校

### 男子
- 前年度優勝 佐世保南（2年連続3回目・長崎）

北海道・東北
- 北北海道代表 旭川東（2年連続2回目）
- 南北海道代表 とわの森三愛（10年ぶり2回目）
- 青森県代表 五所川原工（2年ぶり3回目）
- 岩手県代表 盛岡南（3年連続12回目）
- 宮城県代表 東北（6年連続21回目）
- 秋田県代表 雄物川（11年連続11回目）
- 山形県代表 山形南（2年ぶり7回目）
- 福島県代表 磐城二（初出場）

関東
- 茨城県代表 霞ヶ浦（3年連続4回目）
- 栃木県代表 足利工大附属（19年連続24回目）
- 群馬県代表 伊勢崎東（2年連続5回目）
- 埼玉県代表 深谷（3年ぶり23回目）
- 千葉県代表 東京学館総合（2年連続2回目）
- 東京都代表Ⅰ 東亜学園（3年ぶり21回目）
- 東京都代表Ⅱ 関東一（2年連続3回目）
- 東京都開催地 駒沢大高（5年ぶり15回目）
- 神奈川県代表Ⅰ 市立橘（8年連続10回目）
- 神奈川県代表Ⅱ 岸根（初出場）
- 山梨県代表 日本航空（3年連続3回目）

東海・北信越
- 新潟県代表 上越総合技術（9年ぶり8回目）
- 長野県代表 岡谷工業（22年連続27回目）
- 富山県代表 富山第一（8年ぶり2回目）
- 石川県代表 石川県工（6年ぶり12回目）
- 福井県代表 北陸（3年ぶり5回目）
- 静岡県代表 下田南（2年ぶり5回目）
- 愛知県代表 星城（4年連続4回目）
- 岐阜県代表 郡上（初出場）
- 三重県代表 皇學館（3年ぶり5回目）

近畿
- 滋賀県代表 近江（7年連続19回目）
- 京都府代表 北嵯峨（初出場）
- 大阪府代表Ⅰ 大塚（2年ぶり2回目）
- 大阪府代表Ⅱ 履正社（2年ぶり6回目）
- 兵庫県代表 市立尼崎（5年連続9回目）
- 奈良県代表 添上（2年ぶり18回目）
- 和歌山県代表 開智（11年連続11回目）

中国
- 鳥取県代表 鳥取工業（2年連続10回目）
- 島根県代表 安来（3年連続7回目）
- 岡山県代表 岡山東商（2年連続19回目）
- 広島県代表 崇徳（3年連続25回目）
- 山口県代表 宇部商（26年連続31回目）

四国
- 徳島県代表 脇町（4年ぶり3回目）
- 香川県代表 高松工芸（2年連続12回目）
- 愛媛県代表 松山工（2年ぶり16回目）
- 高知県代表 高知（2年ぶり8回目）

九州
- 福岡県代表 九州産業（4年ぶり9回目）
- 佐賀県代表 佐賀商（3年連続21回目）
- 長崎県代表 大村工（2年ぶり7回目）
- 熊本県代表 熊本工（7年ぶり6回目）
- 大分県代表 別府鶴見丘（2年連続3回目）
- 宮崎県代表 小林西（5年ぶり2回目）
- 鹿児島県代表 鹿児島商（2年連続11回目）
- 沖縄県代表 伊良部（初出場）

### 女子
- 前年度優勝 九州文化学園（10年連続20回目・長崎）

北海道・東北
- 北北海道代表 旭川実（4年連続21回目）
- 南北海道代表 札幌大谷（2年ぶり6回目）
- 青森県代表 五所川原商（4年ぶり3回目）
- 岩手県代表 盛岡女子（6年連続10回目）
- 宮城県代表 古川学園（12年連続27回目）
- 秋田県代表 聖霊女子短大附（3年連続10回目）
- 山形県代表 米沢中央（2年連続2回目）
- 福島県代表 郡山女子大附（2年ぶり5回目）

関東
- 茨城県代表 大成女子（3年連続12回目）
- 栃木県代表 国学院栃木（18年連続20回目）
- 群馬県代表 高崎商科大附（2年連続4回目）
- 埼玉県代表 市立川越（3年ぶり20回目）
- 千葉県代表 市立船橋（4年ぶり15回目）
- 東京都代表Ⅰ 八王子実践（2年連続30回目）
- 東京都代表Ⅱ 共栄学園（4年連続17回目）
- 東京開催地 文京学院大学女子（3年連続4回目）
- 神奈川県代表Ⅰ 大和南（2年ぶり4回目）
- 神奈川県代表Ⅱ 市立橘（6年連続10回目）
- 山梨県代表 日本航空（2年連続2回目）

東海・北信越
- 新潟県代表 帝京長岡（2年ぶり4回目）
- 長野県代表 松商学園（3年ぶり13回目）
- 富山県代表 富山第一（初出場）
- 石川県代表 金沢商（3年連続24回目）
- 福井県代表 福井商（2年ぶり5回目）
- 静岡県代表 島田商（7年ぶり2回目）
- 愛知県代表 豊橋中央（2年連続4回目）
- 岐阜県代表 岐阜女子商（3年連続14回目）
- 三重県代表 津商業（4年連続5回目）

近畿
- 滋賀県代表 近江兄弟社（2年ぶり5回目）
- 京都府代表 京都橘（8年連続8回目）
- 大阪府代表Ⅰ 四天王寺（4年ぶり17回目）
- 大阪府代表Ⅱ 四條畷学園（25年ぶり2回目）
- 兵庫県代表 須磨ノ浦女子（5年ぶり3回目）
- 奈良県代表 奈良女子（2年連続11回目）
- 和歌山県代表 開智（5年連続6回目）

中国
- 鳥取県代表 八頭（8年連続9回目）
- 島根県代表 開星（2年ぶり6回目）
- 岡山県代表 就実（2年連続31回目）
- 広島県代表 市立沼田（3年連続7回目）
- 山口県代表 誠英（12年連続22回目）

四国
- 徳島県代表 城南（2年連続5回目）
- 香川県代表 英明（26年ぶり4回目）
- 愛媛県代表 聖カタリナ女子（13年連続26回目）
- 高知県代表 高知商（2年ぶり13回目）

九州
- 福岡県代表 誠修（4年ぶり5回目）
- 佐賀県代表 佐賀北（5年ぶり13回目）
- 長崎県代表 聖和女子学院（10年ぶり4回目）
- 熊本県代表 熊本信愛女子（18年連続18回目）
- 大分県代表 東九州龍谷（16年連続21回目）
- 宮崎県代表 都城商（2年ぶり3回目）
- 鹿児島県代表 鹿屋中央（初出場）
- 沖縄県代表 中部商業（3年連続18回目）

### シード校
男子
- 第1シード校 佐世保南
- 第2シード校 東北
- 第3シード校 市立橘
- 第4シード校 深谷
- 第5シード校 東亜学園

女子
- 第1シード校 九州文化学園
- 第2シード校 共栄学園
- 第3シード校 京都橘
- 第4シード校 誠英
- 第5シード校 市立船橋

## 試合結果

### 男子
1回戦
- 五所川原工 2 - 1 足利工大付
- 岸根 2 - 0 添上
- 安来 2 - 1 北陸
- 磐城第二 2 - 1 履正社
- 星城 2 - 0 小林西
- 伊良部 2 - 1 山形南
- 岡谷工 2 - 0 霞ヶ浦
- 熊本工 2 - 0近江
- 鹿児島商 2 - 0 旭川東
- 高松工芸 2 - 1 下田南
- 宇部商 2 - 1 開智

- 雄物川 2 - 0 石川県工
- 大村工 2 - 0 鳥取工
- 市立尼崎 2 - 1 松山工
- 別府鶴見丘 2 - 0 とわの三愛
- 岡山東商 2 - 0 富山第一
- 九州産業 2 - 0 大塚
- 東京学館総合 2 - 0 盛岡南
- 関東第一 2 - 1 皇學館
- 高知 2 - 0 北嵯峨
- 上越総合技術 2 - 0 佐賀商

2回戦
- 五所川原工 2 - 1 佐世保南
- 岸根 2 - 0 安来
- 磐城第二 2 - 1 駒大高
- 星城 2 - 0 脇町
- 東亜学園 2 - 0 伊良部
- 岡谷工 2 - 0 熊本工
- 高松工芸 2 - 1 鹿児島商
- 深谷 2 - 0 宇部商

- 市立橘 2 - 1 雄物川
- 大村工 2 - 0 市立尼崎
- 別府鶴見丘 2 - 0 郡上
- 岡山東商 2 - 1 伊勢崎東
- 九州産業 2 - 0 日本航空
- 東京学館総合 2 - 0 崇徳
- 関東第一 2 - 0 高知
- 東北 2 - 1 上越総合技術

3回戦
- 五所川原工 2 - 0 岸根
- 星城 2 - 0 磐城第二
- 岡谷工 2 - 1 東亜学園
- 深谷 2 - 0 高松工芸

- 市立橘 2 - 1 大村工
- 別府鶴見丘 2 - 0 岡山東商
- 九州産業 2 - 1 東京学館総合
- 東北 2 - 0 関東第一

準々決勝
- 星城 2 - 0 五所川原工
- 深谷 2 - 1 岡谷工

- 別府鶴見丘 2 - 0 市立橘
- 東北 2 - 0 九州産業

準決勝
- 深谷 3 - 1 星城
- 東北 3 - 2 別府鶴見丘

決勝
- 深谷 3 - 1 東北

### 女子
1回戦
- 島田商 2 - 1 聖霊女短付
- 高知商 2 - 0 奈良女子
- 文京学院 2 - 0 市立沼田
- 高崎商大付 2 - 0 富山第一
- 中部商 2 - 0 札幌大谷
- 誠修 2 - 0 金沢商
- 四天王寺 2 - 0 古川学園
- 信愛女学院 2 - 0 大和南
- 津商 2 - 0 開智
- 都城商 2 - 0 盛岡女子
- 市立川越 2 - 0 聖カタリナ女子

- 東九州龍谷 2 - 0 日本航空
- 八王子実践 2 - 0 岐阜女子商
- 松商学園 2 - 0 郡山女大付
- 國學院栃木 2 - 0 福井商
- 佐賀北 2 - 0 開星
- 大成女子 2 - 0 五所川原商
- 四條畷学園 2 - 0 聖和女子学院
- 就実 2 - 0 豊橋中央
- 米沢中央 2 - 0 城南
- 須磨ノ浦女子 2 - 1 鹿屋中央

2回戦
- 九州文化学園 2 - 1 島田商
- 文京学院 2 - 1 高知商
- 高崎商大付 2 - 0 近江兄弟社
- 中部商 2 - 0 八頭
- 誠修 2 - 0 市立船橋
- 四天王寺 2 - 0 信愛女学院
- 津商 2 - 0 都城商
- 誠英 2 - 0 市立川越

- 東九州龍谷 2 - 0 京都橘
- 八王子実践 2 - 0 松商学園
- 國學院栃木 2 - 0 旭川実
- 佐賀北 2 - 0 英明
- 大成女子 2 - 0 帝京長岡
- 四條畷学園 2 - 0 市立橘
- 就実 2 - 1 米沢中央
- 共栄学園 2 - 0 須磨ノ浦女子

3回戦
- 九州文化学園 2 - 0 文京学院
- 高崎商大付 2 - 1 中部商
- 四天王寺 2 - 0 誠修
- 誠英 2 - 0 津商

- 東九州龍谷 2 - 0 八王子実践
- 國學院栃木 2 - 0 佐賀北
- 大成女子 2 - 1 四條畷学園
- 共栄学園 2 - 0 就実

準々決勝
- 九州文化学園 2 - 0 高崎商大付
- 誠英 2 - 0 四天王寺

- 東九州龍谷 2 - 1 國學院栃木
- 共栄学園 2 - 0 大成女子

準決勝
- 九州文化学園 3 - 2 誠英
- 共栄学園 3 - 1 東九州龍谷

決勝
- 共栄学園 3 - 0 九州文化学園